# Sumner, Iowa
Sumner là một thành phố thuộc quận Bremer, tiểu bang Iowa, Hoa Kỳ. Năm 2010, dân số của thành phố này là 2028 người.

## Dân số
Dân số qua các năm:
- Năm 2000: 2106 người.
- Năm 2010: 2028 người.